# NGC 1846
NGC 1846 (другое обозначение — ESO 56-SC67) — рассеянное скопление в созвездии Золотой Рыбы, расположенное в Большом Магеллановом Облаке.
Этот объект входит в число перечисленных в оригинальной редакции «Нового общего каталога».
Относится к массивным скоплениям промежуточного возраста (возраст оценивается в 1,5 млрд лет, масса в 2 × 105 M⊙). Как и другие скопления этого возраста, характеризуется уширенной (и, возможно, бимодальной) точкой поворота главной последовательности, в то время как расщепление главной последовательности, в отличие от многих более молодых скоплений, в нём не наблюдается.
Количество переменных звёзд типа Дельты Щита в скоплении оценивается в 40—60 (на основании обнаружения одной звезды этого типа в радиусе 0,5 световых лет), что делает NGC 1846 звёздным скоплением с самым большим количеством переменных звёзд типа Дельты Щита из когда-либо обнаруженных.
В скоплении обнаружены сразу две планетарные туманности, при том что такие объекты в звёздных скоплениях, вообще говоря, встречаются редко.